# Scotome
 Mise en garde médicale
Le scotome correspond à une tache aveugle dans le champ visuel.
Une forme particulière, le scotome hémi-anopsique d'origine corticale, est une cécité totale d'un œil à la suite d'une lésion cérébrale.
Un scotome passe inaperçu pour la personne affectée, seule la diminution d'informations visuelles est remarquée.

## Étymologie
Du grec ancien σκότος / skótos, « ténèbres, obscurité ».

## Description
Le terme scotome désigne une lacune immobile dans le champ visuel due à l’absence de perception dans une zone de la rétine, cette anomalie est évaluée par l'épreuve d'Amsler : il s'agit d'un procédé qui permet de dépister rapidement des anomalies du champ visuel, ce test utilise une grille quadrillée dont le fond est blanc (la grille d'Amsler). Le patient soumis au test d'Amsler décrit et localise les éventuelles altérations du champ visuel (Il s'agit entre autres de déformations que l'on appelle des métamorphopsies ou d'absence de perception : le scotome).

## Causes possibles
Les causes possibles, parmi d'autres, sont la Neuropathie optique de Leber ou le syndrome AZOOR.
Une autre cause est l'hyperviscosité sanguine en cas de polyglobulie vraie (maladie de Vaquez)